# Eupithecia inturbata
Eupithecia inturbata là một loài bướm đêm thuộc họ Geometridae. Loài này được tìm thấy ở Trung Âu, Đảo Anh và miền nam Scandinavia.
Sải cánh dài 13–15 mm. The moths gặp ở tháng 7 đến tháng 8 tùy theo địa điểm.
Sâu bướm ăn loài Acer campestris.

## Hình ảnh

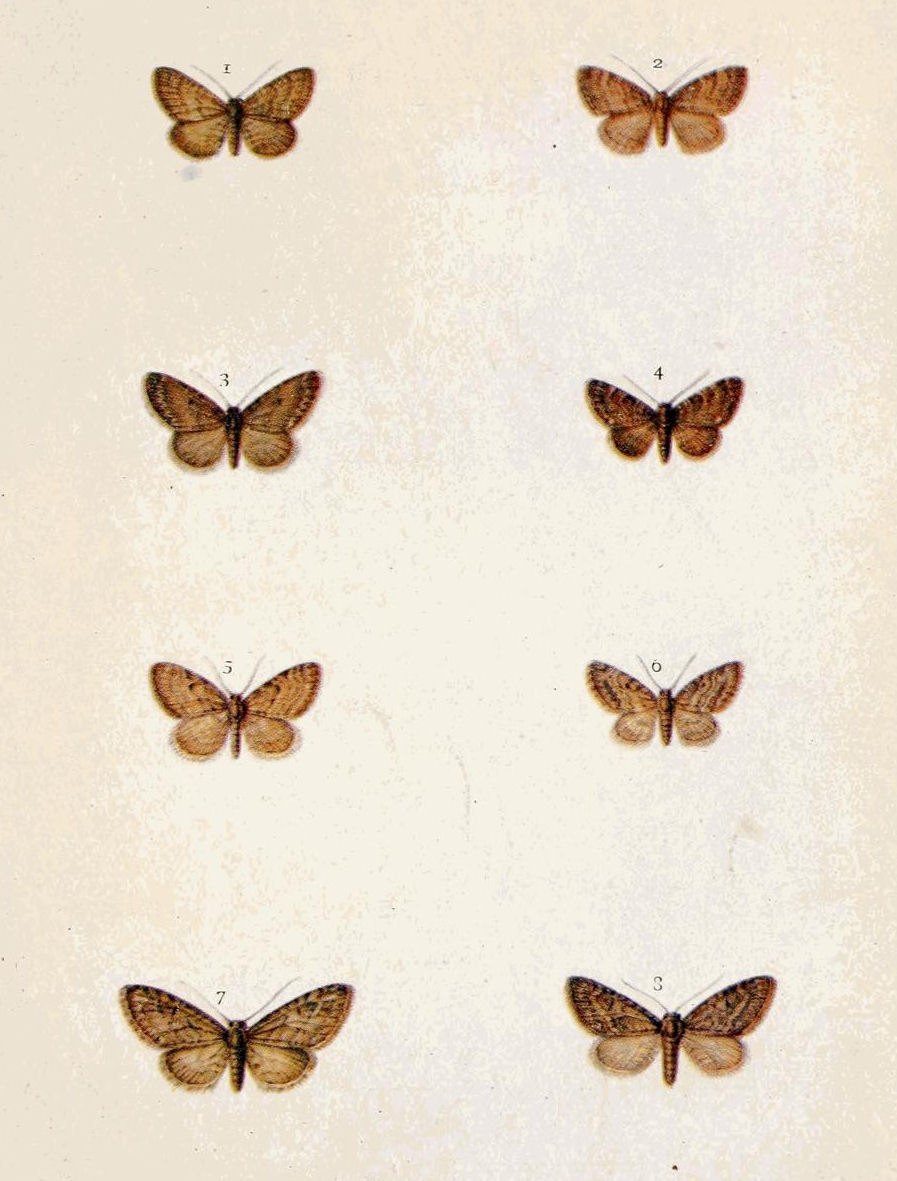